# هارولد ر. تايلر جونيور
هارولد ر. تايلر جونيور (بالإنجليزية: Harold R. Tyler, Jr.)‏ هو قاضي وأستاذ جامعي ومحامي أمريكي، ولد في 14 مايو 1922 في أوتيكا في الولايات المتحدة، وتوفي في 25 مايو 2005 في مانهاتن في الولايات المتحدة.

## وصلات خارجية
- هارولد ر. تايلر جونيور على موقع إن إن دي بي (الإنجليزية)